# Еван Всемогутній
«Еван Всемогутній» (англ. Evan Almighty) — американська сімейна комедія режисера Тома Шедьяка, що вийшла 2007 року. У головних ролях Стів Керелл, Морган Фрімен, Лорен Гелен Ґрем. Стрічку створено на основі історії Стіва Одекерка, Джоела Коена і Алека Соколова і є продовженням стрічки «Брюс Всемогутній» (2003).
Сценаристом був Стів Одекерк, продюсерами були Ґері Барбер і Роджер Бірнбаум. Вперше фільм почали демонструвати 21 червня 2007 року у ряді країн, у тому числі в Україні.
Автор українського перекладу — Сергій SKA Ковальчук.

## Сюжет
Телеведучий Еван Бакстер, колега і конкурент Брюса Нолана, був змушений звільнитися з роботи після того, як Брюс змусив його молоти всякі дурниці. Проте після звільнення його кар'єра пішла вгору, він став конгресменом і все здавалося б іде добре. Але Евану явився Бог, що показав йому прийдешнє і наказав якнайшвидше почати будувати ковчег.

## У ролях
| Актор              | Персонаж                                 | Роль                                |
| ------------------ | ---------------------------------------- | ----------------------------------- |
| Стів Керелл        | Еван Бакстер англ. Evan Baxter           | колишній телеведучий, конгресмен    |
| Морган Фрімен      | Бог англ. God                            |                                     |
| Лорен Гелен Ґрем   | Джоан Бакстер англ. Joan Baxter          | дружина Евана                       |
| Джон Гудмен        | Чак Лонг англ. Chuck Long                | старший конгресмен                  |
| Джон Майкл Хіггінс | Марті Стрінгер англ. Marty Stringer      | бос Евана                           |
| Джонні Сіммонс     | Ділан Бакстер англ. Dylan Baxter         | син Евана і Джоан                   |
| Грем Філліпс       | Джоан Бакстер англ. Jordan Baxter        | син Евана і Джоан                   |
| Джиммі Беннетт     | Раян Бакстер англ. Ryan Baxter           | син Евана і Джоан                   |
| Ванда Сайкс        | Рита Деніелс англ. Rita Daniels          | асистентка Евана                    |
| Джона Гілл         | Юджин Танненбаум англ. Eugene Tannenbaum | один із помічників Евана у Конгресі |
| Ед Гелмс           |                                          | репортер                            |
| Рейчел Гарріс      |                                          | репортерка                          |
| Дін Норріс         | Коллінз англ. Collins                    | офіцер                              |
| Джон Стюарт        |                                          | камео                               |

## Сприйняття

### Критика
Фільм отримав негативно-змішані відгуки: Rotten Tomatoes дав оцінку 23 % на основі 193 відгуків від критиків (середня оцінка 4,4/10) і 53 % від глядачів із середньою оцінкою 3,2/5 (837,456 голосів). Загалом на сайті фільми має негативний рейтинг, фільму зарахований «гнилий помідор» від кінокритиків і «розсипаний попкорн» від глядачів, Internet Movie Database — 5,4/10 (92 761 голос), Metacritic — 37/100 (33 відгуки критиків) і 4,7/10 від глядачів (147 голосів). Загалом на цьому ресурсі від критиків фільм отримав негативні відгуки, а від глядачів — змішані.

### Касові збори
Під час показу в Україні, що стартував 21 червня 2007 року, протягом першого тижня фільм зібрав 226,127 $, що на той час дозволило йому посісти 1 місце серед усіх прем'єр. Показ протривав 8 тижнів і завершився 12 серпня 2007 року, за цей час стрічка зібрала 448,184 $. Із цим показником стрчіка зайняла 43 місце в українському кінопрокаті 2007 року.
Під час показу у США, що розпочався 22 червня 2007 року, протягом першого тижня фільм був показаний у 3,604 кінотеатрах і зібрав 31,192,615 $, що на той час дозволило йому зайняти 1 місце серед усіх прем'єр. За час показу фільм зібрав у прокаті у США 100,462,298  доларів США (за іншими даними 100,289,690 $), а у решті країн 72,956,483 $ (за іншими даними 72,929,590 $), тобто загалом 173,418,781 $ (за іншими даними 173,219,280 $) при бюджеті 175 млн $.

### Нагороди і номінації[12]
| Рік  | Нагорода                               | Категорія                                                                               | Номінант       | Результат |
| ---- | -------------------------------------- | --------------------------------------------------------------------------------------- | -------------- | --------- |
| 2007 | MTV Movie Awards                       | Найкращий літній фільм, якого ви ще не бачили                                           | стрічка        | Номінація |
| 2007 | Teen Choice Awards                     | Вибір фільму: крик                                                                      | Стів Керелл    | Перемога  |
| 2007 | Teen Choice Awards                     | Вибір фільму: комедія                                                                   | стрічка        | Номінація |
| 2007 | Teen Choice Awards                     | Вибір актора фільму: комедія                                                            | Стів Керелл    | Номінація |
| 2007 | Teen Choice Awards                     | Вибір фільму: Hissy Fit                                                                 | Стів Керелл    | Номінація |
| 2008 | ASCAP Film and Television Music Awards | Найкращий фільми за касовими зборами                                                    | Джон Дебні     | Перемога  |
| 2008 | Golden Trailer Awards                  | Найкращий комедійний постер                                                             |                | Номінація |
| 2008 | People's Choice Awards                 | Улюблений сімейний фільм                                                                | стрічка        | Номінація |
| 2008 | Золота малина                          | Найгірший приквел чи сиквел                                                             | стрічка        | Номінація |
| 2008 | Young Artist Awards                    | Найкраща гра у художньому фільмі — молодий актор у другорядній ролі — комедія чи мюзикл | Джиммі Беннетт | Номінація |
| 2008 | Young Artist Awards                    | Найкраща гра у художньому фільмі — молодий актор у другорядній ролі — комедія чи мюзикл | Ґрем Філліпс   | Номінація |
| 2008 | Young Artist Awards                    | Найкращий сімейний художній фільм (комедія чи драма)                                    | стрічка        | Номінація |

### Виноски
1. 1 2  Еван Всемогутній. Kino-teatr.ua. Архів оригіналу за 3 лютого 2014. Процитовано 28 січня 2014.
2. 1 2  Evan Almighty: Release Info (англ.). Internet Movie Database. Архів оригіналу за 24 березня 2016. Процитовано 28 січня 2014.
3. 1 2 3 4 5 6  Evan Almighty (англ.). Box Office Mojo. Архів оригіналу за 9 липня 2014. Процитовано 28 січня 2014.
4. 1 2 3 4 5  Evan Almighty (англ.). The Numbers. Архів оригіналу за 3 лютого 2014. Процитовано 28 січня 2014.
5. 1 2  Evan Almighty (англ.). Internet Movie Database. Архів оригіналу за 17 січня 2014. Процитовано 28 січня 2014.
6. ↑  Evan Almighty (англ.). Allmovie. Архів оригіналу за 20 червня 2013. Процитовано 28 січня 2014.
7. 1 2  Evan Almighty: Full Cast & Crew (англ.). Internet Movie Database. Архів оригіналу за 5 квітня 2022. Процитовано 28 січня 2014.
8. ↑  Evan Almighty (англ.). Rotten Tomatoes. Архів оригіналу за 12 листопада 2020. Процитовано 28 січня 2014.
9. ↑  Evan Almighty (англ.). Metacritic. Архів оригіналу за 25 квітня 2014. Процитовано 28 січня 2014.
10. ↑  Evan Almighty — Ukraine Weekend Box Office (англ.). Box Office Mojo. Архів оригіналу за 1 лютого 2014. Процитовано 28 січня 2014.
11. ↑  Ukraine Yearly Box Office. 2007 (англ.). Box Office Mojo. Архів оригіналу за 23 листопада 2013. Процитовано 28 січня 2014.
12. ↑  Evan Almighty: Awards (англ.). Internet Movie Database. Архів оригіналу за 5 квітня 2022. Процитовано 28 січня 2014.